# Valle del Ese-Entrecabos
La comarca del Valle del Ese-Entrecabos forma parte del Principado de Asturias (Principáu d'Asturies en asturiano). Forman parte de dicha comarca los concejos de Allande, Cudillero, Salas, Tineo y Valdés, situados en la parte occidental de la comunidad.
Estos mismos concejos forman la llamada Comarca Vaqueira, que tiene un carácter turístico más que geográfico.
- Datos: Q6159214